# Parallélisme (rhétorique)
Pour les articles homonymes, voir parallélisme.
Le parallélisme (substantif masculin), du mot français parallèle, est une figure de style qui consiste en la répétition d'un segment phrastique semblablement construit et d'une longueur similaire. La figure se fonde donc principalement sur la juxtaposition et sur la coordination de deux syntagmes, de deux phrases ou de deux vers semblablement construits.

## Exemples
L'ironie blesse, l'humour guérit

L'ironie peut tuer, l'humour aide à vivre

L'ironie veut dominer, l'humour libère

L'ironie est impitoyable, l'humour est miséricordieux

L'ironie est humiliante, l'humour est humble
— André Comte-Sponville, Petit traité des grandes vertus
Tu dis que tu aimes les fleurs et tu leur coupes la queue,

Tu dis que tu aimes les chiens et tu leur mets une laisse,

Tu dis que tu aimes les oiseaux et tu les mets en cage,

Alors quand tu dis que tu m’aimes, moi j’ai un peu peur.
— Jean Cocteau[réf. nécessaire]
Dieu aima les oiseaux et inventa les arbres.

L’homme aima les oiseaux et inventa les cages.
— Jacques Deval

## Définition

### Définition linguistique
Un parallélisme apparaît lorsqu'au moins deux objets ou deux êtres sont rapprochés avec quelques éléments de syntaxe et de rythme en commun. La reprise est un synonyme courant, mais le parallélisme peut consister en la répétition non quasiment identique de mots ou groupes de mots.
La figure correspond au schéma A B / A' B', contrairement à la symétrie de la figure du chiasme.
Le parallélisme peut confiner à l'anaphore lorsque la répétition de structure se prolonge de manière identique dans les vers :
Chanterons−nous l'espoir, la tristesse ou la joie ?

Tremperons−nous de sang les bataillons d'acier ?

Suspendrons−nous l'amant sur l'échelle de soie ?

Jetterons−nous au vent l'écume du coursier ?

Dirons−nous quelle main, dans les lampes sans nombre

De la maison céleste, allume nuit et jour

L'huile sainte de vie et d'éternel amour ?

Crierons−nous à Tarquin : " Il est temps, voici l'ombre ! "

Descendrons−nous cueillir la perle au fond des mers ?

Mènerons−nous la chèvre aux ébéniers amers ?

Montrerons−nous le ciel à la Mélancolie ?

Suivrons−nous le chasseur sur les monts escarpés ?
— Alfred de Musset, La Nuit de mai
Il existe deux types de parallélismes :
- sonore, semblable à la figure de l'antimétathèse
- rythmique, qui s'apparente à l'écho rythmique

La figure peut également s'associer à celle de l'antithèse, et les mots peuvent être rapprochés sur la base d'une opposition :

« Par la joie, la beauté du monde pénètre dans notre âme. Par la douleur, elle nous entre dans le corps »

— Simone Weil, Pensées sans ordre concernant l'amour de Dieu

### Définition stylistique
La figure joue avant tout sur les similitudes :
Un chat contemporain d'un fort jeune Moineau

Fut logé près de lui dès l'âge du berceau

[...]

L'un s'escrimait du bec,

L'autre jouait des pattes
— Jean de La Fontaine, Le Chat et les Deux Moineaux, Fables, XII, 2
Le parallélisme permet également des effets d'insistance et de redoublement :
Ce que n'a pu jamais combat, siège, embuscade,

Ce que n'a pu jamais Aragon ni Grenade,

Ni tous vos ennemis, ni tous mes envieux,

Le comte en votre cour l'a fait presque à vos yeux,

Jaloux de votre choix, et fier de l'avantage

Que lui donnait sur moi l'impuissance de l'âge.

Sire, ainsi ces cheveux blanchis sous le hamois,

Ce sang pour vous servir prodigué tant de fois,

Ce bras, jadis l'effroi d'une armée ennemie,

Descendaient au tombeau tous chargés d'infamie,

Si je n'eusse produit un fils digne de moi,

Digne de son pays, et digne de son roi.

Il m'a prêté sa main, il a tué le comte ;

Il m'a rendu l'honneur il a lavé ma honte.
— Pierre Corneille, Le Cid, acte II, scène 8
Ces effets de rythme peuvent être mis en relief par une cadence binaire ou ternaire, privilégiée en poésie. Le parallélisme est alors proche de l'anaphore.

### Variante:l'hypozeuxe
Une hypozeuxe (substantif épicène), du grec hupozeuxis ("subjonction"), est une figure de style qui repose sur un parallélisme et sur la reprise des groupes syntaxiques et est proche de l'homéoptote, de l'homéotéleute et du polyptote.
Le prologue du recueil de Arthur Rimbaud, Une saison en enfer, en regorge :
- « Et je l'ai trouvée amère / et je l'ai injuriée »
- « je me suis armé / je me suis enfui » (avec antithèse)
- « j'ai appelé les bourreaux pour... / j'ai appelé les fléaux pour... »
- « Je me suis allongé... / je me suis séché... ».

- Autre exemple : " Quand des types de 130 kilos disent certaines choses, ceux de 60 kilos les écoutent "
Film Cent Mille Dollars au soleil (dialogues de Michel Audiard)
Le plus souvent ces groupes repris sont juxtaposés, et alors la figure est analogue à l'asyndète :

« Jusqu’à l’épuisement, jusqu’à la mort »

— Maurice Maeterlinck
Morier en fait un synonyme du parallélisme.

## Historique de la notion
En rhétorique et en versification classique, le parallélisme était recommandé dans la période.